# Class EF1
De Class EF1 (Electric Freight 1) was een reeks Britse elektrischelocomotieven die door British Rail in Engeland werden ingezet. Ze werden gebruikt voorafgaand aan de invoering van de computernummering (TOPS). Gedurende korte tijd werd de reeks aangeduid als Class EB1, hoewel slechts één exemplaar echt een EB was. De reeks van tien locomotieven werd gebouwd door de North Eastern Railway in de periode 1914-1919, met de nummers 3 t/m 12. De reeks is ontworpen om kolentreinen te trekken tussen de mijnen in Shildon naar de haven vanMiddlesbrough. Net als de andere elektrische lokomotieven van de LNER werden ze pas op 4 oktober 1945 in een reeks ingedeeld, de 3-12 kregen toen allemaal de aanduiding EB1 (Electric Banking 1, ofwel Elektrische opdrukloc ontwerp 1) hoewel alleen de 11 geschikt was als opdrukloc. Verwacht werd dat alle locomotieven geschikt gemaakt zouden worden als opdrukloc, maar dat gebeurde niet en de andere locomotieven kregen de aanduiding EF1 (Electric Freight 1).

## Voorgestelde ombouw naar diesel
In de jaren '20 van de twintigste eeuw liep het kolenvervoer terug en een aantal locomotieven werd overtallig. In 1928 is voorgesteld om ze om te bouwen tot dieselelektrische locomotieven met een 1.000 pk Beardmore dieselmoter een generator van English Electric. Dit plan werd echter niet uitgevoerd.

## Class EB1
De elektrischetractie op de Shildonlijn werd in 1935 beëindigd en de locomotieven werden opgeslagen voor eventueel gebruik in de toekomst. Nummer 11, de latere 26510, werd in 1941 omgebouwd tot opdrukloc voor de Woodheadlijn en kreeg de aanduiding EB1. Het vermogen werd van 1100 pk opgevoerd naar 1256 pk en de twee stroomafnemers werden vervangen door één stroomafnemer midden op het dak. In oktober 1945 werden alle tien locomotieven als Class EB1 ingedeeld, omdat verwacht werd dat een snelle ombouw van de hele reeks zou volgen. De locomotieven werden in 1946 door de LNER omgenummerd van 3-12 in 6490-9. Na de nationalisatie in 1948 volgde een omnummering in 26502-11. In 1949 werd de ombouw tot opdruklocs afgeblazen en werden de niet omgebouwde exemplaren ingedeeld als Class EF1 (Electric Freight 1).

## Het einde
De EF1 werd uitgerangeerd in de jaren 1950–51. In 1949 werd de EB1, nummer 26510, overgebracht naar het Eastern Region depot van Ilford om als rangeerloc dienst te doen. In 1959 werd de 26510 toegevoegd aan het bestand dienstvoertuigen en kreeg nummer 100. In 1964 werd de 100 uitgerangeerd, geen van de locomotieven is behouden.